# Frontodendroidopsis ocularis
Frontodendroidopsis ocularis is een keversoort uit de familie vuurkevers (Pyrochroidae). De wetenschappelijke naam van de soort is voor het eerst geldig gepubliceerd in 1887 door Lewis.